# آنسلم بروسا
آنسلم بروسا (فرانسوی: Anselme Brusa‎؛ ۲۷ اوت ۱۸۹۹ – ۲۴ ژوئیه ۱۹۶۹) قایقران روئینگ اهل فرانسه بود.
وی در مسابقات کشوری و بین‌المللی در مجموع برندهٔ ۱ مدال طلا، ۱ مدال برنز شده‌است.